# Kaple svatého Václava (Brůdek)
Kaple svatého Václava u Brůdku je římskokatolická kaple (též filiální kostel) v mrákovské farnosti zasvěcená svatému Václavovi. Přestože byla postavena až v sedmnáctém století, bývá tradičně spojována s kostelem, který měl být založen v jedenáctém století jako připomínka bitvy u Brůdku. Kaple je chráněna jako kulturní památka.

## Historie
Kaple byla postavena v letech 1669–1671 a s přispěním hraběte Bedřicha ze Stadionu opravena v letech 1878 a 1890. V literatuře bývá uváděn starší kostel, který měl být jejím předchůdcem zmíněným ve čtrnáctém století, ale ten stával v zaniklé vsi Zdemily. Na jejím místě měla být údajně v první polovině sedmnáctého století založena ves Brůdek, nicméně jedná se o pouhou domněnku.
V devatenáctém století kapli bez jakýchkoliv podkladů spojil František Palacký s kostelíkem, který měl být založen Břetislavem I. v roce 1040 na paměť vítězné bitvy u Brůdku.

## Stavební podoba

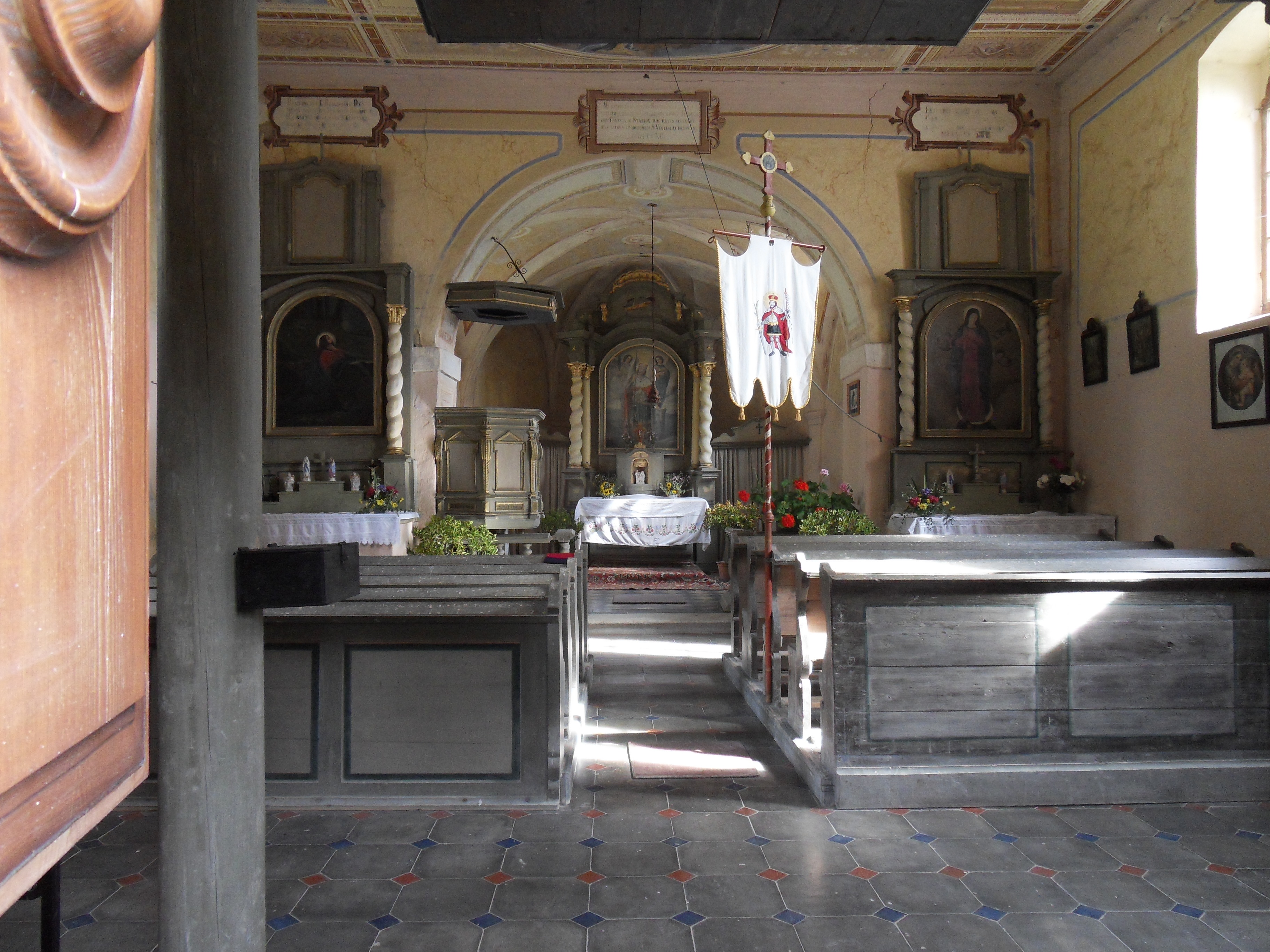
Interiér kaple

Stavba postrádá typické slohové rysy, což je charakteristické pro některé další kostely v okolních vesnicích. Loď má obdélný půdorys s rozměry 8 × 7,8 metru. Stěny v obou průčelích vybíhají do jednoduchých štítů. Boční strany jsou prolomeny dvojicemi obdélných oken. Vstupy se nachází v západním průčelí a pod oknem na jižní straně. Na loď na východě navazuje presbytář osvětlený trojicí polokruhem zakončených oken. Tloušťka zdí obou částí je osmdesát centimetrů. Loď má plochý strop a nachází se v ní dřevěná kruchta podepřená dvojicí dřevěných sloupů. Od presbytáře ji odděluje polokruhový vítězný oblouk. Presbytář je zaklenutý křížovou klenbou s lunetami.

## Zařízení
Z původního vybavení se dochovala jen raně barokní kazatelna z roku 1686. Tři barokní oltáře považovali Ferdinand Vaněk a Karel Hostaš za umělecky bezcenné. Ostatní vybavení je z konce devatenáctého století. Na jednom z oltářů je umístěn obraz svatého Václava od Ignáce Amerlinga (1837–1912).